# Arrenurus birgei
Arrenurus birgei är en kvalsterart som först beskrevs av Marshall 1903.  Arrenurus birgei ingår i släktet Arrenurus och familjen Arrenuridae. Inga underarter finns listade i Catalogue of Life.